# Saison 2 de Reign : Le Destin d'une reine
Chronologie
Saison 1 Saison 3
Cet article présente le guide des épisodes de la deuxième saison de la série télévisée américaine Reign : Le Destin d'une reine (Reign).

## Généralités
- Au Canada, la saison est diffusée 24 heures en avance sur M3[1] puis en simultané sur le réseau CTV Two[2].

## Synopsis
La série est basée sur la vie de Marie Stuart, reine d'Écosse, qui arrive à 15 ans à la cour de France du roi Henri II. Elle est fiancée au Prince François. Son avenir ne s’annonce pas comme elle l’attendait. Son mariage est incertain, l’alliance avec la France est fragile, et de nombreux dangers la menacent : intrigue, tentative de meurtre, de viol et la guerre avec l’Angleterre… Elle est accompagnée de ses dames de compagnie : Kenna, Greer, Aylee et Lola.

## Distribution

### Acteurs principaux
- Adelaide Kane (VF : Victoria Grosbois) : Marie Ire d'Écosse
- Toby Regbo (VF : Julien Bouanich) : François II de France
- Torrance Coombs (VF : Franck Lorrain) : Sebastian Bash
- Megan Follows (VF : Véronique Augereau) : Catherine de Médicis
- Anna Popplewell (VF : Marie Tirmont) : Lola
- Caitlin Stasey (VF : Alexia Papineschi) : Kenna
- Celina Sinden (VF : Jessica Monceau) : Greer
- Jonathan Keltz (VF : Charles Germain) : Leith[3]
- Craig Parker (VF : Xavier Fagnon) : Stéphane Narcisse
- Sean Teale (VF : Jimmy Redler) : Louis Condé, prince du sang
- Rose Williams (VF : Adeline Chetail) : la princesse Claude de Valois (à partir de l'épisode 7)

### Acteurs récurrents
- Alan Van Sprang (VF : Tony Joudrier) : Henri II de France (flashback)
- Michael Therriault (en) : Lord Castleroy
- Ben Aldridge : Roi Antoine de Navarre, frère du Prince Louis

### Invités
- Rossif Sutherland (VF : Antoine Schoumsky) : Nostradamus (épisode 1, 2 et 22)
- Camille Stopps : Estelle (épisodes 1 et 4)
- Ben Lewis (VF : Erwan Tostain) : Père Benoit (épisode 7)
- Amy Brenneman (VF : Blanche Ravalec) : Marie de Guise, mère de Marie Ire d'Écosse[4] (épisode 15)
- Rachel Skarsten : Élisabeth Ire[5] (épisode 22)

## Épisodes

### Épisode 1:La Peste
- Canada : 1er octobre 2014 sur M3[1]
- États-Unis : 2 octobre 2014 sur The CW[6]
- Québec : 2 septembre 2015 sur Séries+
- France : 12 novembre 2015 sur 6ter[7]

- États-Unis : 1,01 million de téléspectateurs[8] (première diffusion)

Rossif Sutherland (Nostradamus)

### Épisode 2:La Justice des hommes
- Canada : 8 octobre 2014 sur M3
- États-Unis : 9 octobre 2014 sur The CW
- Québec : 9 septembre 2015 sur Séries+
- France : 12 novembre 2015 sur 6ter

- États-Unis : 1,09 million de téléspectateurs[9] (première diffusion)

### Épisode 3:Le Couronnement
- Canada : 15 octobre 2014 sur M3
- États-Unis : 16 octobre 2014 sur The CW
- Québec : 16 septembre 2015 sur Séries+
- France : 12 novembre 2015 sur 6ter

- États-Unis : 1,27 million de téléspectateurs[10] (première diffusion)

### Épisode 4:Les Voleurs d’âme
- Canada : 22 octobre 2014 sur M3
- États-Unis : 23 octobre 2014 sur The CW
- Québec : 23 septembre 2015 sur Séries+
- France : 12 novembre 2015 sur 6ter

- États-Unis : 1,26 million de téléspectateurs[11] (première diffusion)

Marie apprend à François qu'elle est enceinte peu de temps avant le baptême du fils de François et de Lola.

### Épisode 5:Les Représailles
- Canada : 29 octobre 2014 sur M3
- États-Unis : 30 octobre 2014 sur The CW
- Québec : 30 septembre 2015 sur Séries+
- France : 19 novembre 2015 sur 6ter

- États-Unis : 1,23 million de téléspectateurs[12] (première diffusion)

Les conflits de religion entre les catholiques et les protestants prennent une grande ampleur, et François ne sait plus quoi faire. Il demande l'arrestation de toute personne violente, quelle que soit sa foi, ce qui déplaît à Catherine. Pendant ce temps, Kenna trouve un livre relatant les aventures sexuelles qu'a une personne avec tout un tas de nobles, hommes et femmes confondus, et le partage avec Lola pour découvrir l'identité d'un des amants qui les intrigue.
François découvre que la nourrice possédée était en fait payée par Narcisse pour le conduire à avouer le crime de son père. Quand il l'apprend, Narcisse lui fait du chantage, et François accepte pour que Marie ne soit pas au courant du meurtre d'Henri. 
Greer est, de son côté, confronté à son futur époux qui devient protestant. Elle hésite donc à rompre ses fiançailles, mais prend la décision de l'épouser quand même. Pendant la fête, Narcisse se rapproche de Lola.

### Épisode 6:Trois pour deux
- Canada : 5 novembre 2014 sur M3
- États-Unis : 6 novembre 2014 sur The CW
- Québec : 7 octobre 2015 sur Séries+
- France : 19 novembre 2015 sur 6ter

- États-Unis : 1,33 million de téléspectateurs[13] (première diffusion)

Marie et Catherine partent pour une ville à quelques heures de route du château, mais leur carrosse est attaqué, et elles sont contraintes de fuir. Arrivées dans une auberge, elles se font passer pour des servantes pour obtenir à manger. Dans ce même village, des imposteurs se font passer pour la Reine Marie et le Roi François. Marie prend alors conscience que le peuple n'aime pas les gouvernants du pays, en partie à cause de ces imposteurs. 
La reine Élisabeth d'Angleterre tente de tuer Marie et Catherine par l’intermédiaire de Français. 

### Épisode 7:L'Effrontée
- Canada : 12 novembre 2014 sur M3
- États-Unis : 13 novembre 2014 sur The CW
- Québec : 14 octobre 2015 sur Séries+
- France : 19 novembre 2015 sur 6ter

- États-Unis : 1,19 million de téléspectateurs[14] (première diffusion)

### Épisode 8:Au nom de la foi
- Canada : 19 novembre 2014 sur M3
- États-Unis : 20 novembre 2014 sur The CW
- Québec : 21 octobre 2015 sur Séries+
- France : 19 novembre 2015 sur 6ter

- États-Unis : 1,10 million de téléspectateurs[15] (première diffusion)

### Épisode 9:Actes de guerre
- Canada : 3 décembre 2014 sur M3
- États-Unis : 4 décembre 2014 sur The CW
- Québec : 28 octobre 2015 sur Séries+
- France : 26 novembre 2015 sur 6ter

- États-Unis : 1,22 million de téléspectateurs[16] (première diffusion)

### Épisode 10:La Traque
- Canada : 10 décembre 2014 sur M3
- États-Unis : 11 décembre 2014 sur The CW[17]
- Québec : 4 novembre 2015 sur Séries+
- France : 26 novembre 2015 sur 6ter

- États-Unis : 1,42 million de téléspectateurs[18] (première diffusion)

### Épisode 11:La Marque du cavalier noir
- Canada : 21 janvier 2015 sur M3
- États-Unis : 22 janvier 2015 sur The CW
- Québec : 11 novembre 2015 sur Séries+
- France : 26 novembre 2015 sur 6ter

- États-Unis : 1,14 million de téléspectateurs[19] (première diffusion)

### Épisode 12:Pour l'amour d'Henri
- Canada : 28 janvier 2015 sur M3
- États-Unis : 29 janvier 2015 sur The CW
- Québec : 18 novembre 2015 sur Séries+
- France : 26 novembre 2015 sur 6ter

- États-Unis : 1,02 million de téléspectateurs[20] (première diffusion)

### Épisode 13:Les Fantômes du passé
- Canada : 4 février 2015 sur M3
- États-Unis : 5 février 2015 sur The CW
- Québec : 25 novembre 2015 sur Séries+
- France : 3 décembre 2015 sur 6ter

- États-Unis : 970 000 téléspectateurs[21] (première diffusion)

### Épisode 14:La Bible empoisonnée
- Canada : 11 février 2015 sur M3
- États-Unis : 12 février 2015 sur The CW
- Québec : 2 décembre 2015 sur Séries+
- France : 3 décembre 2015 sur 6ter

- États-Unis : 1,03 million de téléspectateurs[22] (première diffusion)

### Épisode 15:En toute amitié
- Canada : 18 février 2015 sur M3
- États-Unis : 19 février 2015 sur The CW
- France : 3 décembre 2015 sur 6ter
- Québec : 9 décembre 2015 sur Séries+

- États-Unis : 1,03 million de téléspectateurs[23] (première diffusion)

Condé et Mary ont décidé de s'enfuir ensemble. La jeune reine a enfin avoué ses sentiments à Louis, mettant la vie du cousin du roi et François en danger. En parallèle, Louis Condé a été demandé à la cour britannique car la nouvelle reine d'Angleterre et ennemie de Mary Stuart, Élisabeth, souhaite qu'il devienne son futur époux. Qui va-t-il choisir ?

### Épisode 16:Le Goût de la vengeance
- Canada : 11 mars 2015 sur M3
- États-Unis : 12 mars 2015 sur The CW
- France : 3 décembre 2015 sur 6ter
- Québec : 16 décembre 2015 sur Séries+

- États-Unis : 960 000 téléspectateurs[24] (première diffusion)

### Épisode 17:L'Heure du choix
- Canada : 18 mars 2015 sur M3
- États-Unis : 19 mars 2015 sur The CW
- France : 10 décembre 2015 sur 6ter
- Québec : 6 janvier 2016 sur Séries+

- États-Unis : 1,09 million de téléspectateurs[25] (première diffusion)

### Épisode 18:Le Miracle
- Canada : 15 avril 2015 sur M3
- États-Unis : 16 avril 2015 sur The CW
- France : 10 décembre 2015 sur 6ter
- Québec : 13 janvier 2016 sur Séries+

- États-Unis : 1,01 million de téléspectateurs[26] (première diffusion)

### Épisode 19:Jusqu'à ce que la mort nous sépare
- Canada : 22 avril 2015 sur M3
- États-Unis : 23 avril 2015 sur The CW
- France : 10 décembre 2015 sur 6ter
- Québec : 20 janvier 2016 sur Séries+

- États-Unis : 820 000 téléspectateurs[27] (première diffusion)

### Épisode 20:Le Fugitif
- Canada : 29 avril 2015 sur M3
- États-Unis : 30 avril 2015 sur The CW
- France : 17 décembre 2015 sur 6ter
- Québec : 27 janvier 2016 sur Séries+

- États-Unis : 840 000 téléspectateurs[28] (première diffusion)

### Épisode 21:Au pied du mur
- Canada : 6 mai 2015 sur M3
- États-Unis : 7 mai 2015 sur The CW
- France : 17 décembre 2015 sur 6ter
- Québec : 3 février 2016 sur Séries+

- États-Unis : 970 000 téléspectateurs[29] (première diffusion)

### Épisode 22:La Bataille pour le trône
- Canada : 13 mai 2015 sur M3
- États-Unis : 14 mai 2015 sur The CW[30]
- France : 17 décembre 2015 sur 6ter
- Québec : 10 février 2016 sur Séries+

- États-Unis : 830 000 téléspectateurs[31] (première diffusion)

Rossif Sutherland (Nostradamus)